# Mercat de Sant Antoni
El mercat de Sant Antoni ocupa una illa sencera entre els carrers del Comte d'Urgell, Tamarit, Comte Borrell i Manso del barri de Sant Antoni de l'Eixample de Barcelona, i està catalogat com a bé cultural d'interès local. És el mercat més gran de Barcelona, amb una superfície total de 12.100 m² (30.000 m² després de la reforma) i una superfície comercial de 5.214 m² (15.000 m² després de la reforma).

## Història i descripció

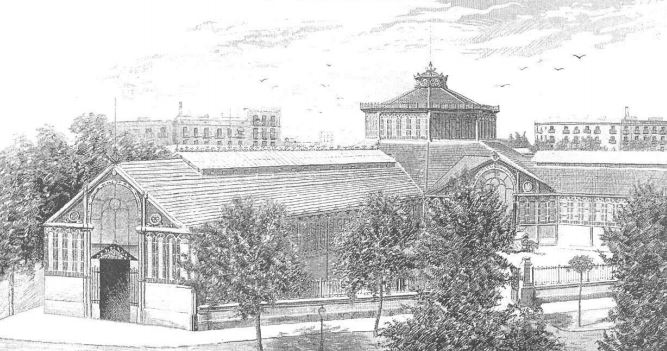
El mercat el 1890 a La Ilustració Catalana

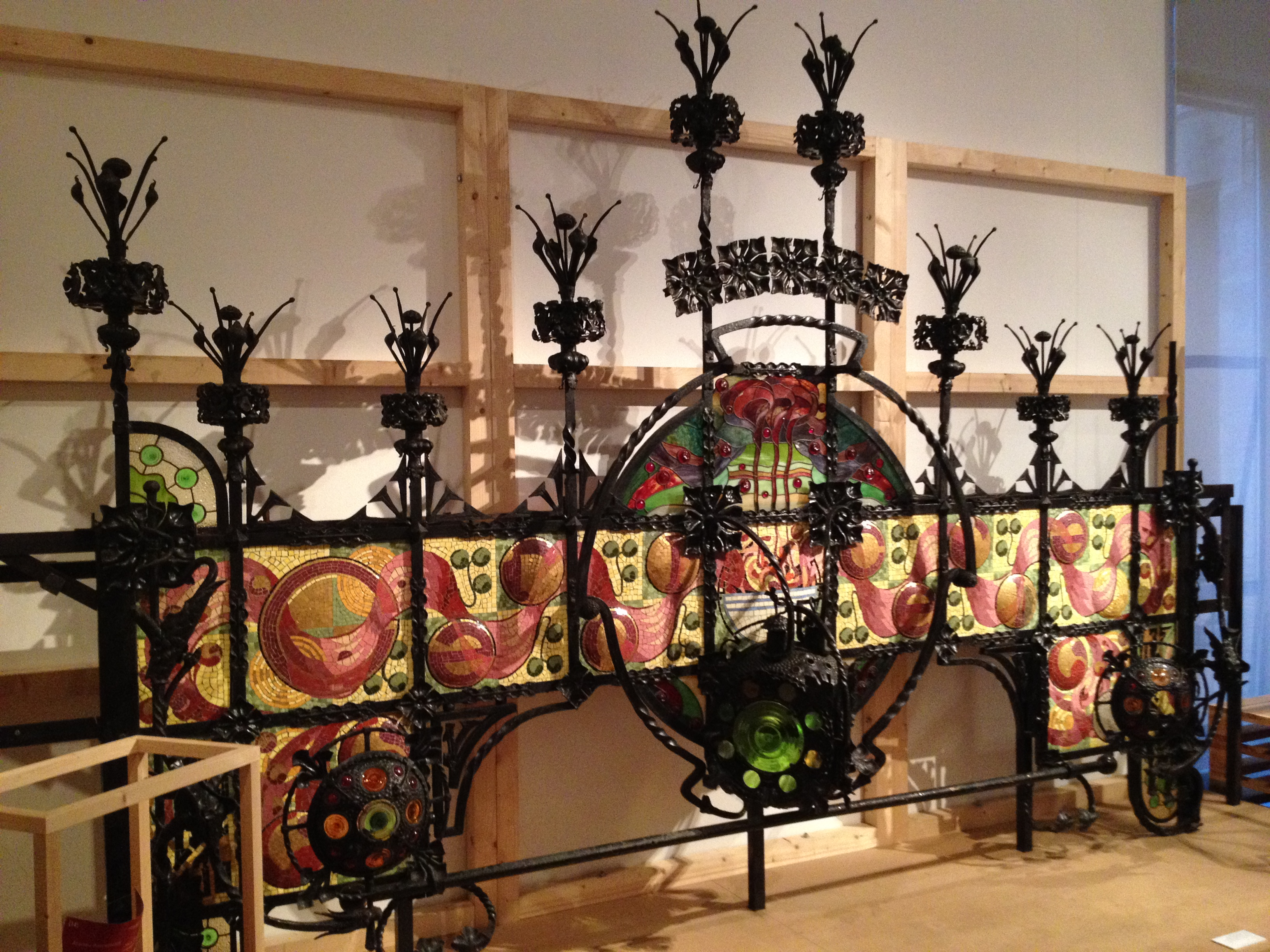
Decoració de la parada de carn dissenyada per Balcells, actualment al MUHBA

Hereu de l'antic mercat del Pedró, que s'havia quedat petit, va ser projectat per l'arquitecte Antoni Rovira i Trias, que s'inspirà en les Halles de París com el Mercat del Born. Una part dels terrenys (8.863 m², dels quals 4.654 edificables) van ser adquirits el 1876 per l'Ajuntament de Barcelona al marquès de Monistrol, i la resta, cedits per l'Estat el 1879. Les obres foren efectuades entre aquesta data i 1882 per la Maquinista Terrestre i Marítima, i el nou mercat fou inaugurat per l'alcalde Rius i Taulet el 24 de setembre d'aquell any, coincidint amb els actes de la festa major de la ciutat, obrint les portes al públic l'endemà.
S'organitza en quatre cossos longitudinals formant una planta de creu grega amb els braços encaixats en els xamfrans de l'illa, i un cimbori amb llanternó. La particular disposició d'aquests genera quatre places de planta triangular que, en origen, eren tancades per baranes de ferro colat ornamentades sobre un basament de pedra de Montjuïc, desaparegudes amb la reforma.
Les façanes tenen un basament de maons, sobre el que reposen els pilars columnaris de ferro colat que sostenen la coberta. Cada pilar conté tres arcs de mig punt de ferro colat amb els carcanyols perforats amb traceries a base de volutes. Els muntants i les dovelles se'n presenten revestits amb rajoles de ceràmica vidrada bicolor (granat i crema) amb ornamentacions a base de volutes entrellaçades. Les vuit façanes principals, orientades als xamfrans i als peus del cimbori, presenten una estructura similar, però amb els arcs ritmats de dos en dos. En el centre de dites façanes, hi ha un gran portal consistent en un alt arc de mig punt tancat amb finestrals de ferro i vidre. El coronament d'aquest arc s'inscriu dins dels frontons que tanquen les dobles vessants de les cobertes, ornamentats al mateix temps amb dues rosasses de ferro colat als angles. Els elements portants i els de tancament continuen el joc bicromat dels acabats pintats de color granat i crema. El cimbori presenta una teulada de ceràmica vidrada verda i groga formant franges en ziga-zaga i repeteix l'estructura d'arcuacions de ferro colat de les façanes inferiors, però presenta un interessant coronament en forma de cresteries. Coronant el conjunt, hi ha un llanternó que permet l'accés de llum per mitjà de rosasses idèntiques a les que ornamenten els accessos principals.
L'interior presenta una estructura de coberta sostinguda per encavallades i jàsseres de reixa de ferro forjat. Tota l'estructura del mercat se sosté sobre un total de 112 pilars de ferro colat que, a les façanes, es converteixen en pilars columnaris amb capitell i permòdols, formant crugies modulars entrellaçades per mitjà de jàsseres metàl·liques. El resultat de la utilització d'aquesta tècnica modular pionera és un gran espai cobert i lliure de compartimentacions. Aquest espai únic només es veu interromput per la presència dels vuit pilars columnaris que sostenen amb esveltesa el pes del cimbori central. El cos central destaca pel complex treball de les jàsseres disposades en diagonal, formant una cúpula estrellada de la que neixen els diversos braços del mercat.
Algunes de les parades tenien elements decoratius originals d'estil modernista, com és el cas de la de carn que va guanyar el concurs anual de 1909 i que havia estat dissenyada per Eduard Maria Balcells. Actualment es conserva al Museu d'Història de Barcelona.
Entre 1968 i 1969 es procedí a la substitució de l'antiga coberta de ceràmica vidrada (recuperada a mitjans de la dècada del 1990 al cimbori) per teulades d'uralita.
El desembre del 2007 es va adjudicar el projecte de remodelació integral, per mitjà d'un concurs públic convocat per l'Ajuntament de Barcelona i l'Institut Municipal de Mercats, al Taller d'Arquitectes Ravetllat-Ribas (Pere Joan Ravetllat, Carme Ribas i Olga Schmid). Preveia l'excavació de tres nivells soterranis per a incrementar-ne la superfície comercial i de magatzem i dotar-lo d'aparcaments. Després dels treballs preparatoris, el mercat va ser tancat al públic el 10 d'octubre del 2009 i els paradistes foren traslladats a dos envelats temporals situats a la Ronda de Sant Antoni: un per al Mercat del Fresc i l'altre per al Mercat dels Encants. Per al Mercat Dominical es va habilitar un tercer envelat situat al carrer del Comte d'Urgell i només actiu durant el cap de setmana, permetent el trànsit rodat els dies feiners.
Finalment, després de molts anys d'obres, el nou mercat va ser inaugurat el 23 de maig del 2018.

## Mercat Dominical de Sant Antoni
Aquest mercat de segona mà és hereu de la Fira de Bellcaire, que es celebrava a la mateixa ubicació on es troba el mercat de Sant Antoni. Quan aquest fou inaugurat el 1882, es va traslladar en un primer moment a la Ronda de Sant Pau i, posteriorment, als carrers d'Urgell, Tamarit i la Ronda de Sant Antoni, i entre 1920 i 1936, a l'avinguda del Paral·lel, al costat d'El Molino, on es va institucionalitzar com a Mercat del Llibre d'Ocasió. El 1931 ja n'hi havia més de 300 parades, amb un gran èxit popular i el reconeixement de la intel·lectualitat de l'època. Va ser en aquest any quan es va crear la primera agrupació de paradistes, el primer objectiu de la qual fou l'especialització del mercat per a la venda exclusiva de llibres, donat que aquesta activitat havia desplaçat qualsevol altra.
Les inclemències meteorològiques que patien al Paral·lel van portar a l'agrupació a sol·licitar a l'Ajuntament de Barcelona la possibilitat d'utilitzar les marquesines del mercat de Sant Antoni com a nou emplaçament, i finalment es va arribar a un acord el 1936, mitjançant el qual els paradistes s'instal·larien al mercat de Sant Antoni.
La fira s'ha especialitzat en un determinat tipus de productes culturals. Només s'hi permet la venda en suport paper, magnètic o videojocs. Durant el franquisme es va convertir en un lloc de compra i venda de llibres censurats per la dictadura. Diversos intel·lectuals hi són assidus, tant del món de la literatura, com Guimerà, Rusiñol, Pedrolo, Tísner, Candel, Moix, Monzó, etc.; destacats representants del món de la cançó, de l'espectacle i de la política, tals com Gurruchaga, Pasqual Maragall, Mario Cabré, Joan Manuel Serrat, Nina, Màgic Andreu, Gila, Puigcorbé, Nazario; i, ocasionalment, alguna estrella del cinema com Ursula Andress, acompanyada per Fabio Testi, o el director de fotografia Néstor Almendros.